# Verlosserkerk (Gerolstein)
De Verlosserkerk (Duits: Erlöserkirche) is een protestants kerkgebouw in de Eifel-stad Gerolstein, Rijnland-Palts. De kerk is gelegen in het Ortsteil Sarresdorf en werd tussen 1907 en 1913 door de Berlijnse architect Franz Schwechten gebouwd.

## Bouwgeschiedenis

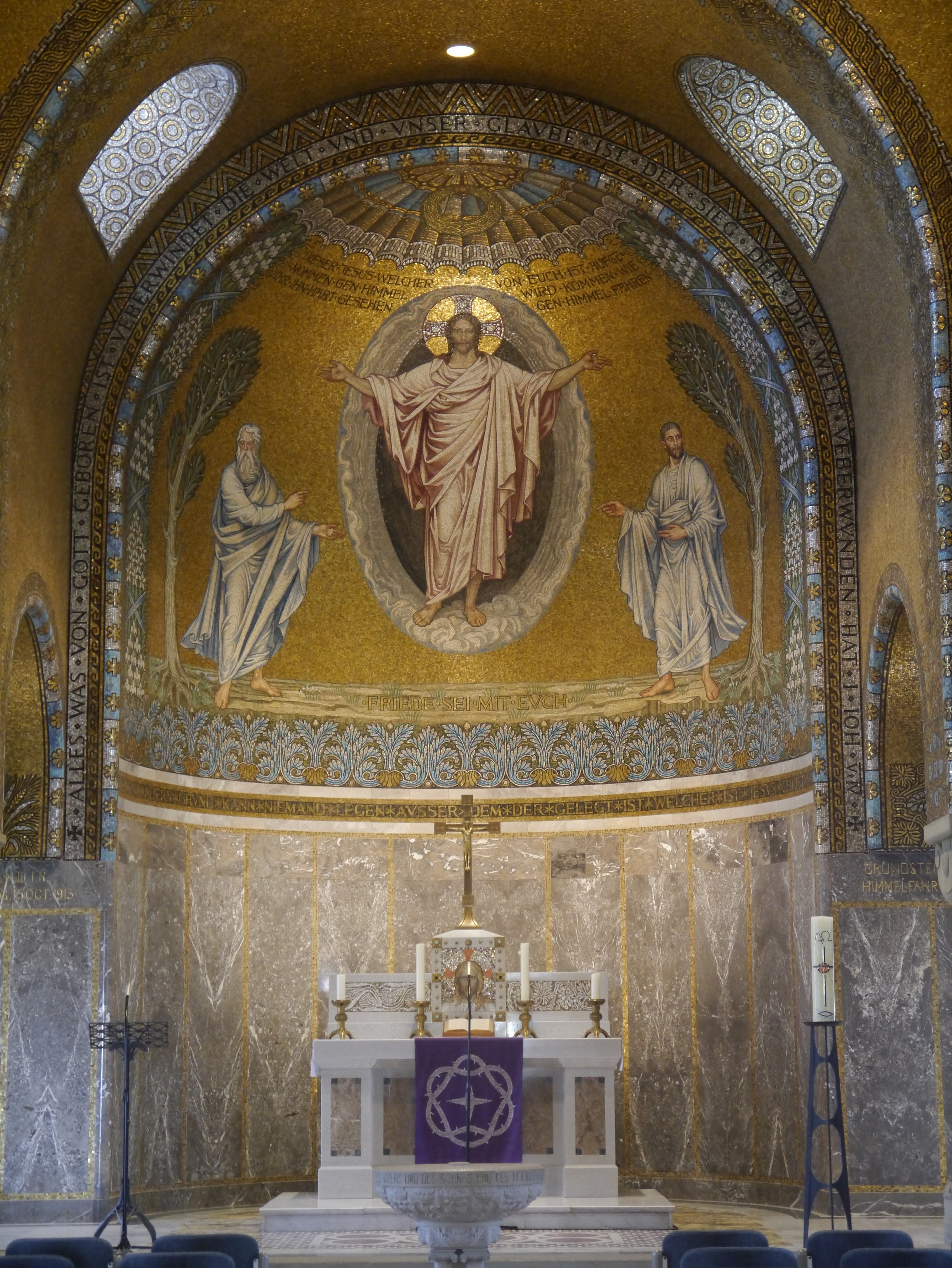
Het koor van de Verlosserkerk

De nieuwbouw was een project van de Evangelische Kirchenbauverein te Berlijn. Een niet onbelangrijk deel voor de financiering stamde echter uit het particuliere vermogen van keizer Wilhelm II. De architect van de kerk, Franz Schwechten, had even tevoren ook de Kaiser-Wilhelm-Gedächtniskirche in Berlijn ontworpen.
Bij de uitgravingswerkzaamheden voor de bouw van de Verlosserkerk ontdekte men de fundamenten van een romeinse villa. De fundamenten en andere vondsten kunnen in en bij de Villa Sarbodis naast de kerk worden bezichtigd. 
Tijdens de inwijding van de kerk op 15 oktober 1914 was keizer Wilhelm II persoonlijk aanwezig.  
Tot 1945 behoorde het kerkgebouw toe aan het Huis Hohenzollern; de protestantse gemeente genoot echter het recht om van de kerk gebruik te maken. Na de oorlog werd de kerk aan de Protestantse Kerk in het Rijnland geschonken.

## Architectuur
Het grondvlak van de kerk heeft de vorm van een eenvoudig romaans kruis met korte zijarmen en een koor in de vorm van een ronde apsis. Boven de viering verheft zich een koepel, die door acht roodkleurige granieten zuilen wordt gedragen.
Indrukwekkend is het bijzonder rijk uitgevoerde interieur, dat voor een protestants kerkgebouw in een overwegend katholieke omgeving opvallend is te noemen. Voor de muren van de voorhal werd cipolino-marmer toegepast. Grootschalige goudmozaïeken bedekken de apsis, de rondbogen en de grote koepel boven de viering. De mozaïeken stammen van de Hannoverse kerkenschilders Hermann Schaper en de Oldenburger Friedrich Schwartin, de goudmozaïeken werden uitgevoerd door de firma Puhl & Wagner. De fresco's van de kerk werden uitgevoerd door de uit Pommeren afkomstige en in Godesberg woonachtige decoratieschilder Ludwig Ziercke. De ramen werden ontworpen door Rudolf en Otto Linnemann uit Frankfurt en hebben deels heraldische en deels ornamentale motieven.

## Bezichtigingen
De kerk kan tegen een geringe vergoeding op gezette tijden worden bezichtigd. Voor de tijden: zie de website van de Evangelischer Kirchenkreis Trier.